# Aşağıçanlı, Kızılcahamam
Aşağıçanlı là một xã thuộc huyện Kızılcahamam, tỉnh Ankara, Thổ Nhĩ Kỳ. Dân số thời điểm năm 2011 là 15 người.